# Murrí
Murrí es un centro poblado del departamento de Antioquia, bajo jurisdicción del municipio de Frontino. También llamado Murrí - La Blanquita, se encuentra ubicada en una llanura rodeado de suaves colinas donde abunda el bosque nativo, al suroccidente de la cabecera municipal. 
Este centro poblado se caracteriza por su diversidad cultural, ya que en él conviven campesinos mestizos con tradiciones de la cultura paisa, indígenas Embera katíos y afrodescendientes que tienen una cultura articulada con el Atrato medio antioqueño-chocoano.

## Toponimia
El nombre Murrí proviene del río más importante que discurre por el territorio.

## División Territorial
Además del Centro poblado La Blanquita. Murrí tiene bajo su área de influencia las siguientes veredas: La Marina, Chontaduro, San Miguel, Cuevas, Guaguas, Chimurro, Pantanos, Curbata, Atausi y Pegado.

## Geografía
Limita al norte con el municipio de Dabeiba, al oriente con los municipios Murindó y Vigía del Fuerte; y al sur con el municipio de Urrao.
El río Murrí, que cruza un valle regado por más de 40 ríos, quebradas y arroyos, se forma por la confluencia de los ríos Chaquenodá y Jengamecodá, y recibe el río Pantanos, antes de dirigirse a territorio de Vigía del Fuerte y su desembocadura en el Atrato.
En el territorio se encuentra parte del Parque nacional natural Las Orquídeas, una de las zonas con más riqueza en biodiversidad de Colombia.

## Historia
El proceso de configuración del centro poblado se asocia con la llegada de las misioneras de la madre Laura alrededor del año 1918, en el que se funda la primera capilla en Murrí. El territorio tuvo un dinamismo económico gracias a la explotación forestal, a la minería de oro y a la ganadería.  
La madre Laura, tuvo mucha actividad misionera en el territorio a principios del siglo XX.

## Economía
En el plano económico, la minería artesanal se presenta como una importante fuente de ingresos, combinada con la ganadería y agricultura de subsistencia.